# John Rous (historien)
Cet article concerne l'historien. Pour l'officier de marine et membre du conseil de la Nouvelle-Écosse, voir John Rous.
John Rous, né vers 1411-1420 et mort en 1492, est un historien et antiquaire anglais, célèbre pour son livre Historia Regum Angliae (Histoire des rois d'Angleterre), qui décrit les rois d'Angleterre depuis Brutus de Bretagne jusqu'à Henri VII.

## Biographie

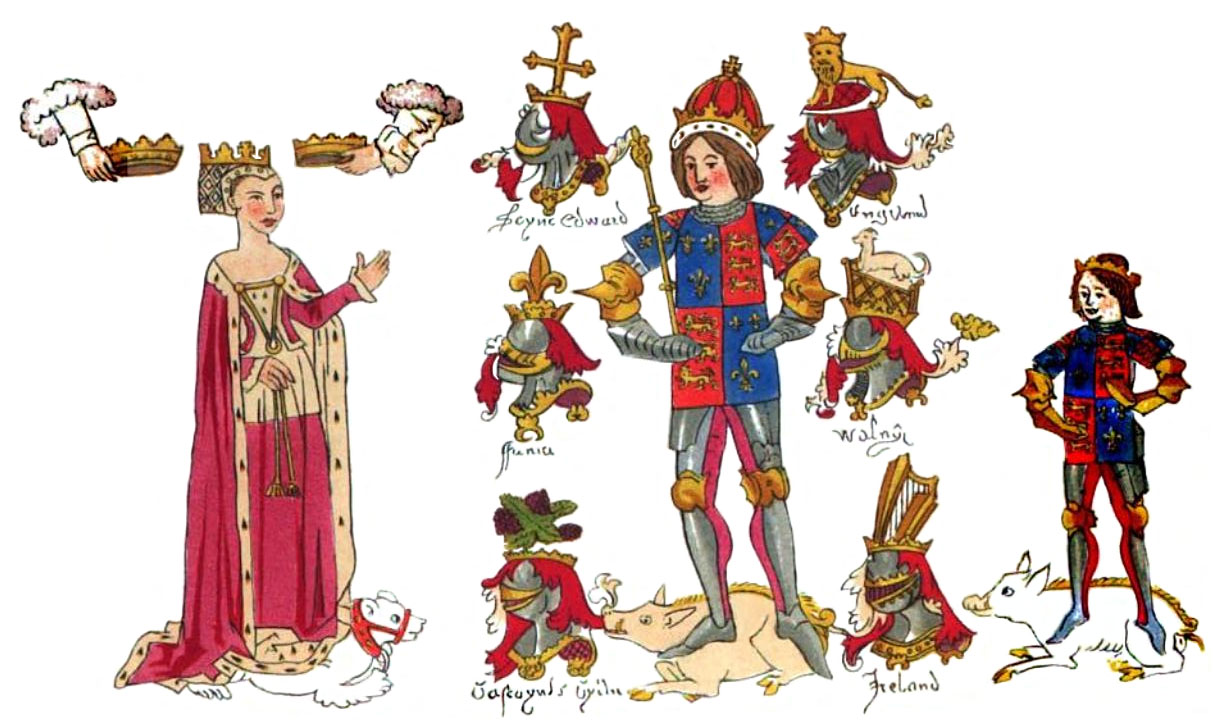
La famille de Richard III dans le Rous Roll.

John Rous est né à Warwick vers 1411-1420, bien que sa date de naissance soit incertaine. Il étudie à l'université d'Oxford et entre par la suite dans les ordres. Rous entre au service de la Maison d'York à partir de 1461. Il est ensuite chapelain de Guys Cliffe sous le règne Richard III. Il réalise à cette occasion le Rous Roll, qui retrace l'histoire de l'Angleterre sous les rois yorkistes. Le Warwick Roll est une chronique plus ancienne de la vie de Richard de Beauchamp, 13e comte de Warwick. Ses travaux sont célèbres pour leurs illustrations mais on ignore s'il s'agit de dessins réalisés par Rous lui-même.
Dans l'Historia Regum Angliae, John Rous s'intéresse aux détails de la vie sociale. Dans sa biographie d'Henri V, par exemple, Rous décrit les projets sociaux du roi et ne mentionne pas une seule fois la bataille d'Azincourt. Dans le Rous Roll, réalisé sous Richard III, il décrit le roi comme un « bon maître qui a puni les fauteurs de troubles ». Cependant, lorsqu'il rédige son Historia Regum Angliae sous Henri VII, il représente Richard comme un homme bossu et cruel et lui attribue le meurtre d'Henri VI ainsi que l'empoisonnement de sa propre épouse Anne Neville. 
John Rous meurt le 24 janvier 1492 et est enterré à la collégiale Sainte-Marie de Warwick.